# Cvetko Zagorski
Cvetko Zagorski, slovenski književnik, časnikar in prevajalec, * 22. marec 1916, Jesenice, † 2. september 2006, Ljubljana.

## Življenje
Cvetko Zagorski se je rodil med 1. svetovno vojno. Družina se je preselila v Maribor, kjer je tudi obiskoval osnovno šolo in gimnazijo. Pred 2. svetovno vojno je bil zaradi levičarske usmerjenosti izključen iz gimnazije. Težke okoliščine so vplivale na to, da je postal kritičen in občutljiv ter se zgodaj začel zanimati za socialna in narodna vprašanja. Ob začetku 2. svetovne vojne se je pred gestapom umaknil v Ljubljano, kjer se je pridružil Osvobodilni fronti. Poleti 1943 je odšel v partizane. Odtlej se je preživljal s časnikarstvom. V letih med 1949 do 1951 je bil zaprt na Golem otoku. Že v gimnaziji se je ukvarjal z novinarstvom in literarnimi poskusi, kasneje je objavljal prozo in poezijo v mnogih revijah in časnikih. Deloval je v uredništvih Slovenskega poročevalca, mariborski Večera in založbe Kmečka knjiga.

## Delo
Cvetka Zagorskega lahko opredelimo kot levičarskega socialistično ali socialdemokratsko usmerjenega pisatelja. Pesmi in pripovedi je objavljal od leta 1931; v njih se je ukvarjal s socialnimi vprašanji, poudarjal človečnost, resnicoljubnost in zvestobo samemu sebi. Pisal je pesmi za mladino, spominsko prozo, poleg tega pa je precej prevajal iz srbohrvaščine in ruščine. V esejistični publikaciji Po koroških kolovozih (založba Drava, 1986) je razčlenil ozadje germanizacije koroških Slovencev in se solidariziral z njihovim bojem za narodne pravice.
Prva pesniška zbirka je socialna in objektivistična; po vojni sta ji sledili še dve. Kot pripovednik se je posvečal predvsem kratki prozi. Avtobiografski je tretji del Vračanja k sebi, naslovljen Lisičji čas, ki je prva slovenska avtentična romanenska pripoved o Golem otoku. Kot časnikar je objavljal splošne družene teme in se ukvarjal z literarnimi ter kulturnimi vprašanji. Pisal je pesmi in zgodbe za otroke. Urejeval je nekaj časnikov in zbirko otroških pesmi.